# Дмитриевка (Венгеровский район)
Дмитриевка — исчезнувшая деревня в Венгеровском районе Новосибирской области России. На момент упразднения входила в состав Тартасского сельсовета. Исключена из учётных данных в 1975 году.

## География
Располагалась между озерами Тутурмач, Лоляцкое и Бугучак, в 10 км к северо-западу от села Новый Тартас.

## История
В 1928 году деревня состояла из 101 хозяйства. В административном отношении являлась центром Дмитриевского сельсовета Меньшиковского района Барабинского округа Сибирского края.
Решением Новосибирского облисполкома от 12.08.1975 г. № 567а деревня исключена из учётных данных.

## Население
По переписи 1926 г. в деревне проживало 614 человек (280 мужчин и 334 женщины), основное население — русские.